# Kroksjön, Medelpad
Kroksjön är en sjö i Sundsvalls kommun i Medelpad som ingår i Indalsälvens huvudavrinningsområde. Sjön är 19,4 meter djup, har en yta på 0,135 kvadratkilometer och befinner sig 181,6 meter över havet.
Sjön är ingående i det fordomsdags uppdämda sjösystem som drev hamrar och kvarn till det nu nedlagda järnbruket i Lögde. Sjön har ej haft egen damm utan står i förbindelse via ett myrområde och "myrbäck" med Vågsjön där dammen fanns.

## Delavrinningsområde
Kroksjön ingår i delavrinningsområde (694094-157499) som SMHI kallar för Mynnar i Aspån. Medelhöjden är 202 meter över havet och ytan är 6,4 kvadratkilometer. Det finns inga avrinningsområden uppströms utan avrinningsområdet är högsta punkten. Stenbitbäcken som avvattnar avrinningsområdet har biflödesordning 4, vilket innebär att vattnet flödar genom totalt 4 vattendrag innan det når havet efter 15 kilometer. Avrinningsområdet består mestadels av skog (84 procent). Avrinningsområdet har 0,5 kvadratkilometer vattenytor vilket ger det en sjöprocent på 7,9 procent.